# Johann Jacobs (Jesuit)
Johann Jacobs (* 6. Mai 1721 in Spiesheim; † 21. Dezember 1800 in Bamberg) war ein deutscher Jesuit und Hochschullehrer.

## Leben
Jacobs absolvierte spätestens ab 1737 das Mainzer Gymnasium. Es folgte ab 1739 ein Studium der Philosophie an der Universität Mainz. Im September 1740 erhielt er dort den philosophischen Bakkalaureusgrad, im September 1741 den Magistergrad. Noch im September 1741 trat er den Jesuitenorden ein. Sein weiteres Studium erfolgte an der Universität Heidelberg. Als Professor wirkte er 1748/1749 am Jesuitenkolleg Molsheim, bevor er von 1750 bis 1754 an der Mainzer Universität Theologie studierte. Am 2. Februar 1757 legte er die Ordensgelübde ab. 
Jacobs lehrte ab 1757 an der Universität Fulda und an der Universität Würzburg als Professor der Philosophie, bevor er im November 1760 die Professur für Mathematik an der Akademie Bamberg übernahm, die 1773 zur Universität erhoben wurde. Nach der Auflösung des Jesuitenordens durfte er mit Genehmigung des Fürstbischofs von Bamberg Adam Friedrich von Seinsheim seine Professur weiterführen. Bis vier Tage vor seinem Tod hielt er Vorlesungen. Von 1765 bis 1767, von 1770 bis 1772 sowie von 1775 bis 1776 war er Dekan der Philosophischen Fakultät.
Jacobs führte von 1769 bis 1795 langfristige meteorologische Beobachtungen durch, weshalb er als einer der ersten Meteorologen des Industriezeitalters bezeichnet wird. Den ersten Teil veröffentlichte er 1776, die weiteren Beobachtungen blieben ein Manuskript. Fortführung fand seine meteorologische Arbeit durch die Societas Meteorologica Palatina und die Bayerische Akademie der Wissenschaften. Seine mathematischen Lehrbücher waren zu seiner Zeit sehr geschätzt und sind zugleich von keinem bleibenden Wert.

## Werke (Auswahl)
- De Calculo Literali Et Analysi Institutio Brevis Quam Cum Selectis Ex Geometria Theoretico-Practica Propositionibus Ad Majorem Dei Gloriam, B. V. Mariæ Et SS. Tutelarium Honorem, Klietsch, Bamberg 1763.
- Specimen Praxeon Geometricarum Campestrium Absque Pretioso Instrumentorum Apparatu Solo Baculorum, Perticarum, Funis Aut Catenae Metatoriae Subsidio Exercendarum, Klietsch, Bamberg 1769.
- Problema oeconomico-mathematicum de censu post definitum annorum numerum exspirante, calculo literali resolutum, Klietsch, Bamberg 1772.
- Altitudo media mercurii in barometro ex observationibus annorum ferme octo calculo determinata, Klietsch, Bamberg 1776.
- Elementorum arithmeticae et algebrae sive calculi, tum numerici, tum literalis compendium, Goebhardt, Bamberg 1778.
- Elementorum geometriae et trigonometriae planae compendium, Goebhardt, Bamberg 1798.